# Hristo Lukov
Hristo Nikolov Lukov (en búlgar: Христо Николов Луков ; 6 de gener de 1887 a Varna - 13 de febrer de 1943 a Sofia) va ser un tinent general, polític i ministre de la guerra búlgar, que va dirigir la Unió Nacional de Legions Búlgares (UBNL), una organització que recolzava en gran part la ideologia nazi. Lukov va ser assassinat el 1943 per dos membres del moviment de resistència búlgar, Violeta Yakova i Ivan Burudzhiev.

## Carrera militar i política

### Primera Guerra Mundial
Hristo Nikolov Lukov va ser ascendit durant la Primera Guerra Mundial al rang de major i comandant d'un batalló d'artilleria. A l'estranger es creu que era el comandant de la 13a divisió d'infanteria durant la Primera Guerra Mundial. En realitat ho era el general major Hristo Tsonev Lukov nadiu de Gabrovo.

### Període d'entreguerres
Durant el període d'entreguerres, Hristo Nikolov Lukov es va convertir en el comandant de l'Escola d'Artilleria de l'Exèrcit, de la Secció de Formació de la Inspecció d'Artilleria de l'Estat Major i de la 2a i 3a divisió d'infanteria.
Entre 1935 i 1938, Lukov va exercir com a ministre de la Guerra, càrrec en el qual va crear estrets vincles amb alts funcionaris nazis.

### Segona Guerra Mundial

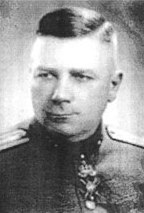
Hristov Lukov al començament de la seva carrera militar ca. 1930

Durant la Segona Guerra Mundial va ser un partidari clau de les potències de l'Eix, especialment de l'Alemanya nazi. Això es degué en gran part a les seves estretes relacions amb el Tercer Reich i a les seves activitats com a líder de la UBNL. Lukov era considerat un dels defensors més destacats de les idees antisemites a Bulgària.

## Mort
Lukov va ser assassinat per partisans comunistes el 13 de febrer de 1943 a Sofia. Segons el llibre "En nom del poble", va ser emboscat per dos resistents jueus davant del seu apartament a Sofia. Encara que va ser colpejat per una bala, va lluitar contra un dels partidaris, Ivan Burudzhiev, però el segon, Violeta Yakova, va disparar dos trets més i el va matar.

## Marxa de Lukov
Del 2003 al 2019, la Unió Nacional Búlgara d'extrema dreta ha organitzat una "Marxa Lukov" anual per commemorar els "herois caiguts de Bulgària" amb una marxa de torxes, que té lloc al febrer a Sofia. Aquesta marxa ha causat controvèrsia de manera persistent i va ser objecte de múltiples prohibicions judicials. El 2020, el Tribunal Administratiu Suprem va confirmar una prohibició del municipi de Sofia perquè es cancel·lés la processó de la tarda. Menys de 200 partidaris de Lukov malgrat tot acabaren reunint-se i varen col·locar corones a la casa on Lukov va ser assassinat. Més d'un centenar de persones es van reunir per a una contra protesta al centre de Sofia a primera hora del dia, promovent el lema que "No hi hagi nazis als carrers".

## Premis i condecoracions
- Ordre de la valentia, 4t grau, primer i segon grau
- Orde de Sant Alexandre, 3a classe sense espases i 4a classe amb espases
- Orde del Mèrit Militar, 1a classe
- Creu de Ferro de 1939, 2a classe (Alemanya)